# حمض ثلاثي كلورو الخليك
حمض ثلاثي كلورو الخليك (أو حمض ثلاثي كلورو الأسيتيك) هو نظير من حمض الخليك حيث يتم تعويض ذرات الهيدروجين الثلاثة لمجموعة الميثيل بذرات الكلور.
يطلق على أملاح وإسترات حمض ثلاثي كلوروالخليك اسم ثلاثي كلورو أسيتات.